# Fabularna gra akcji
Fabularna gra akcji, RPG akcji (ang. action role-playing game, action RPG) – odmiana komputerowych gier fabularnych, w których system walki został zapożyczony z gatunków gier akcji. Walka w grach z tego gatunku rozgrywana jest w czasie rzeczywistym, przy czym istotny wpływ na system walki mają umiejętności bohatera i jego ekwipunek.